# Bazeilles (Bazeilles)
Bazeilles ist eine ehemalige französische Gemeinde mit 1.853 Einwohnern (Stand: 1. Januar 2022) im Département Ardennes in der Region Grand Est. Sie gehörte zum Arrondissement Sedan. Die Bewohner werden Bazeillais und Bazeillaises genannt.
Mit Wirkung vom 1. Januar 2017 wurde der Ort Bazeilles zusammen mit den ehemaligen Gemeinden Rubécourt-et-Lamécourt und Villers-Cernay zur namensgleichen Commune nouvelle Bazeilles zusammengeschlossen und hat in der neuen Gemeinde den Status einer Commune déléguée. Der Verwaltungssitz befindet sich im Ort Bazeilles.

## Geografie
Der Ort Bazeilles liegt etwa vier Kilometer südöstlich von Sedan und etwa 82 Kilometer nordöstlich von Reims nördlich der Argonnen.
Umgeben wird Bazeilles von den Nachbargemeinden und den Communes déléguées:
|                    | Givonne Daigny La Moncelle (Commune déléguée) | Rubécourt-et-Lamécourt (Commune déléguée) |
| Balan              | Kompassrose, die auf Nachbargemeinden zeigt   | Douzy                                     |
| Noyers-Pont-Maugis | Remilly-Aillicourt                            |                                           |

## Geschichte

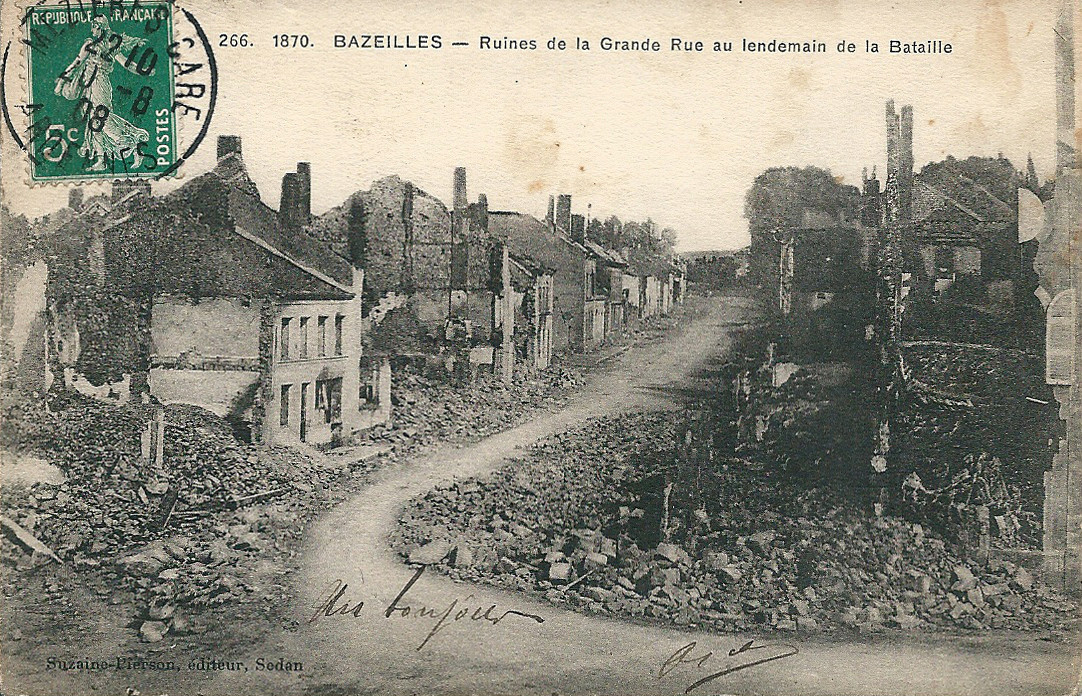
Bazeilles nach der Schlacht von 1870

Eine Kirche in Cernay bestätigte Kaiser Otto III. dem Kloster Mouzon im Jahr 997 (Regesta Imperii II., 1221).
Der Ort war 1870 Schauplatz der Schlacht von Bazeilles. Trotz des Sieges der deutschen Truppen über Frankreich erlitten die beteiligten bayrischen Verbände schwere Verluste. Die Schlacht gilt als eine der ersten modernen Häuserkämpfe der Geschichte. Bazeilles wurde während der Kämpfe durch die Bayern in Brand gesteckt und weitgehend zerstört.

## Bevölkerungsentwicklung
| Bazeilles: Einwohnerzahlen von 1793 bis 2021                                                                               | Bazeilles: Einwohnerzahlen von 1793 bis 2021 | Bazeilles: Einwohnerzahlen von 1793 bis 2021 | Bazeilles: Einwohnerzahlen von 1793 bis 2021 | Bazeilles: Einwohnerzahlen von 1793 bis 2021 |
| --- | -------------------------------------------- | -------------------------------------------- | -------------------------------------------- | -------------------------------------------- |
| Jahr |                                              |                                              |                                              | Einwohner                                    |
| 1793 | 1793                                         |                                              | 1.062                                        | 1.062                                        |
| 1800 | 1800                                         |                                              | 884                                          | 884                                          |
| 1806 | 1806                                         |                                              | 1.081                                        | 1.081                                        |
| 1821 | 1821                                         |                                              | 1.300                                        | 1.300                                        |
| 1831 | 1831                                         |                                              | 1.380                                        | 1.380                                        |
| 1836 | 1836                                         |                                              | 1.386                                        | 1.386                                        |
| 1841 | 1841                                         |                                              | 1.691                                        | 1.691                                        |
| 1846 | 1846                                         |                                              | 1.837                                        | 1.837                                        |
| 1851 | 1851                                         |                                              | 1.951                                        | 1.951                                        |
| 1866 | 1866                                         |                                              | 2.048                                        | 2.048                                        |
| 1872 | 1872                                         |                                              | 1.470                                        | 1.470                                        |
| 1876 | 1876                                         |                                              | 1.768                                        | 1.768                                        |
| 1881 | 1881                                         |                                              | 1.862                                        | 1.862                                        |
| 1886 | 1886                                         |                                              | 1.734                                        | 1.734                                        |
| 1891 | 1891                                         |                                              | 1.525                                        | 1.525                                        |
| 1896 | 1896                                         |                                              | 1.413                                        | 1.413                                        |
| 1901 | 1901                                         |                                              | 1.406                                        | 1.406                                        |
| 1906 | 1906                                         |                                              | 1.352                                        | 1.352                                        |
| 1911 | 1911                                         |                                              | 1.258                                        | 1.258                                        |
| 1921 | 1921                                         |                                              | 1.127                                        | 1.127                                        |
| 1926 | 1926                                         |                                              | 1.171                                        | 1.171                                        |
| 1931 | 1931                                         |                                              | 1.164                                        | 1.164                                        |
| 1936 | 1936                                         |                                              | 1.268                                        | 1.268                                        |
| 1946 | 1946                                         |                                              | 1.176                                        | 1.176                                        |
| 1954 | 1954                                         |                                              | 1.344                                        | 1.344                                        |
| 1962 | 1962                                         |                                              | 1.356                                        | 1.356                                        |
| 1968 | 1968                                         |                                              | 1.337                                        | 1.337                                        |
| 1975 | 1975                                         |                                              | 1.376                                        | 1.376                                        |
| 1982 | 1982                                         |                                              | 1.708                                        | 1.708                                        |
| 1990 | 1990                                         |                                              | 1.599                                        | 1.599                                        |
| 1999 | 1999                                         |                                              | 1.879                                        | 1.879                                        |
| 2006 | 2006                                         |                                              | 1.979                                        | 1.979                                        |
| 2015 | 2015                                         |                                              | 1.991                                        | 1.991                                        |
| 2021 | 2021                                         |                                              | 1.885                                        | 1.885                                        |
| Quelle(n): EHESS/Cassini bis 1999, INSEE ab 2006 Anmerkung(en): Ab 1962 offizielle Zahlen ohne Einwohner mit Zweitwohnsitz |                                              |                                              |                                              |                                              |

## Sehenswürdigkeiten
- Das Schloss von Bazeilles, im 18. Jahrhundert errichtet, seit dem 19. März 1943 als Monument historique klassifiziert
- Der Schlossbau von Montvillers
- Der Bauernhof Château de Turenne, seit dem 18. August 1950 ein Monument historique
- Militärfriedhof

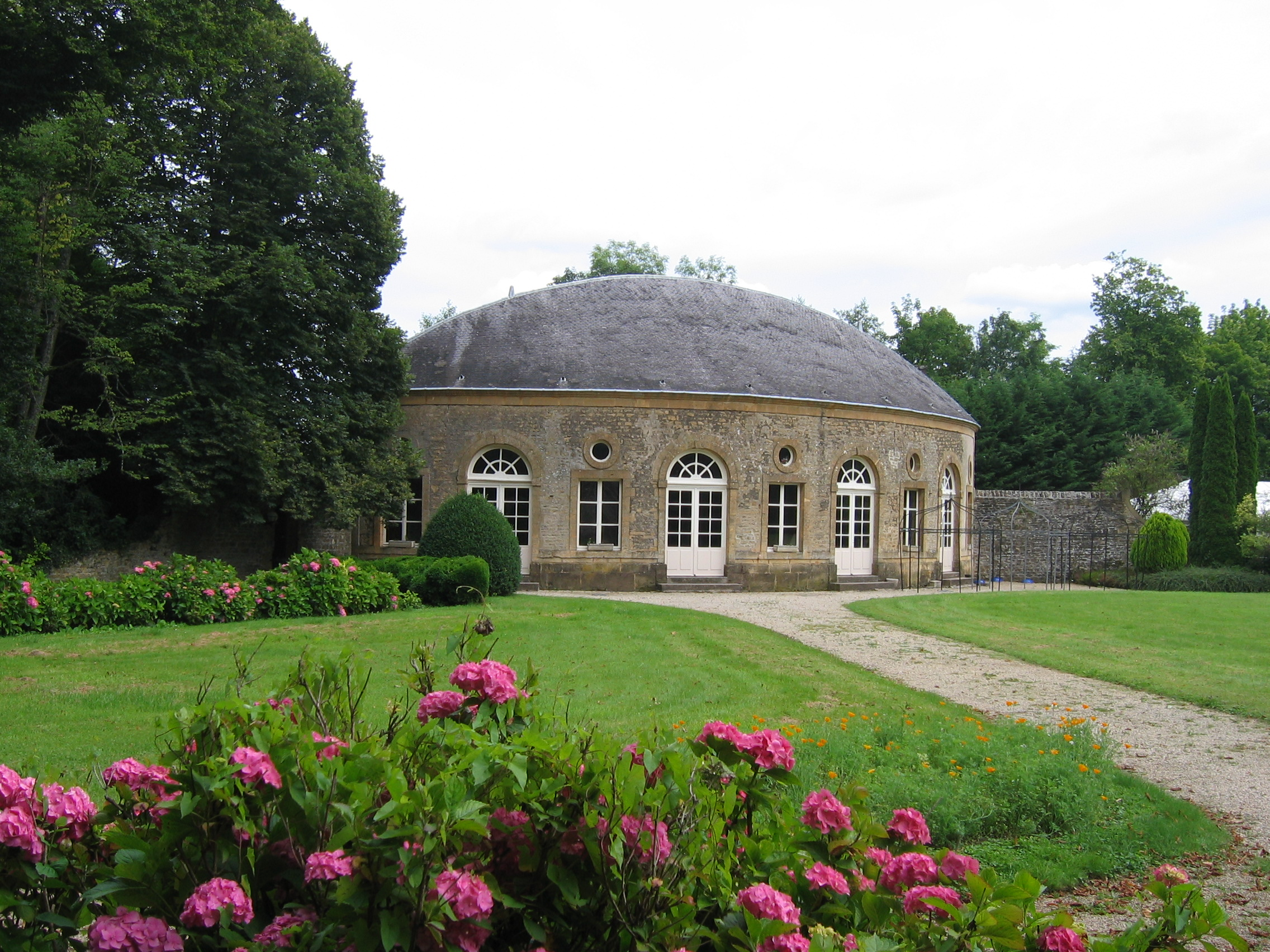
Schloss von Bazeilles
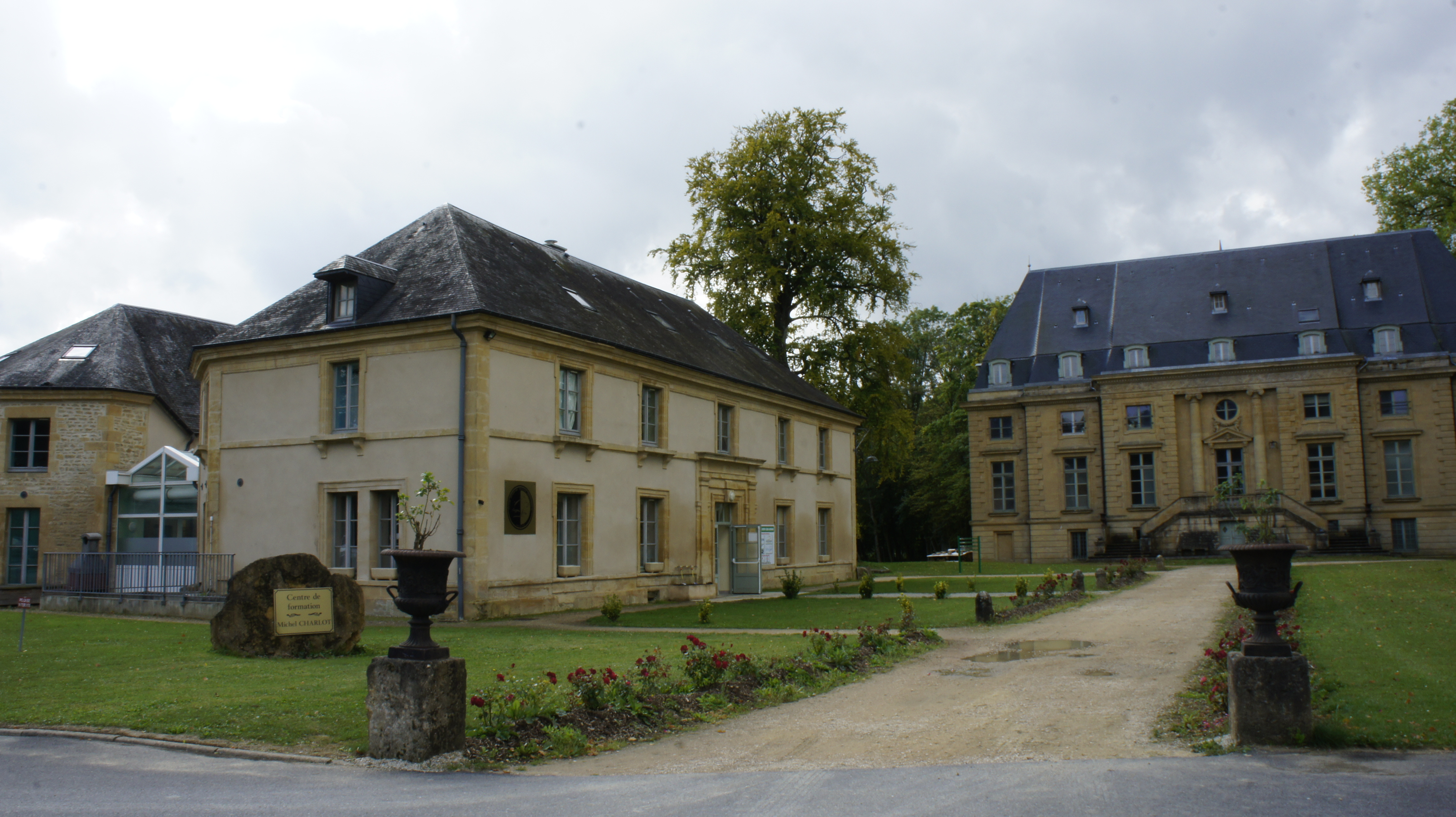
Schlossbau von Montvillers
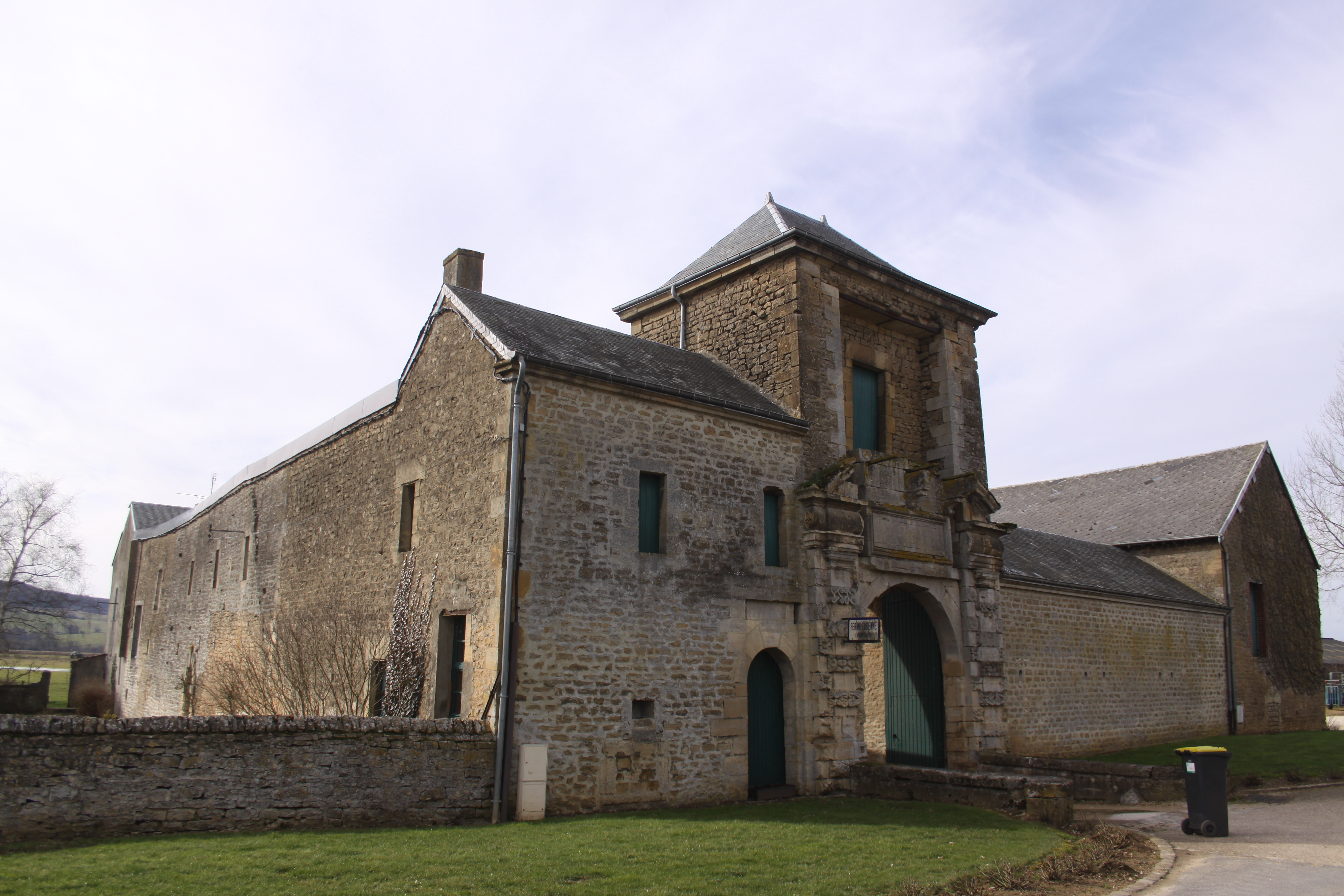
Château de Turenne
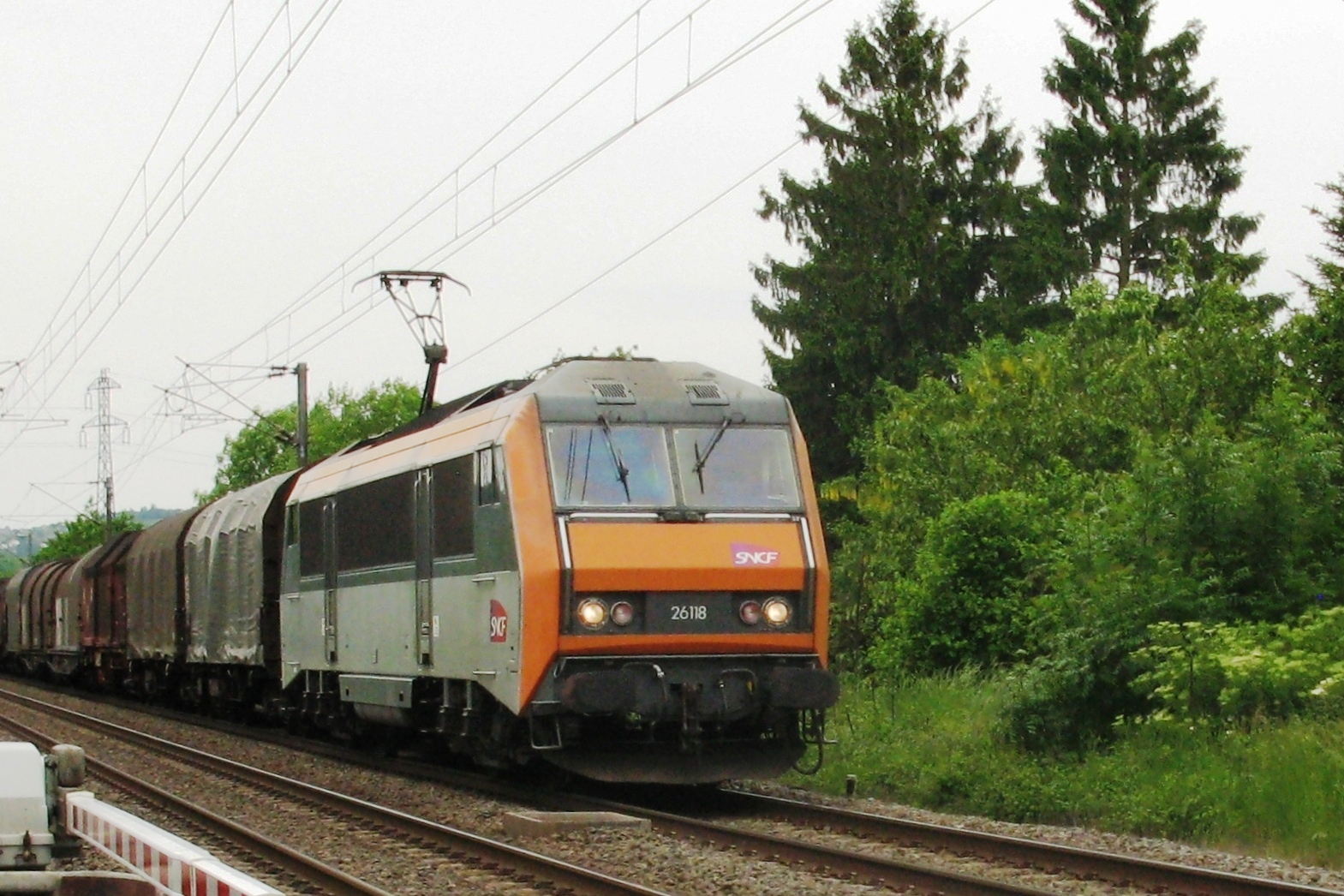
Güterzug der SNCF bei Bazeilles
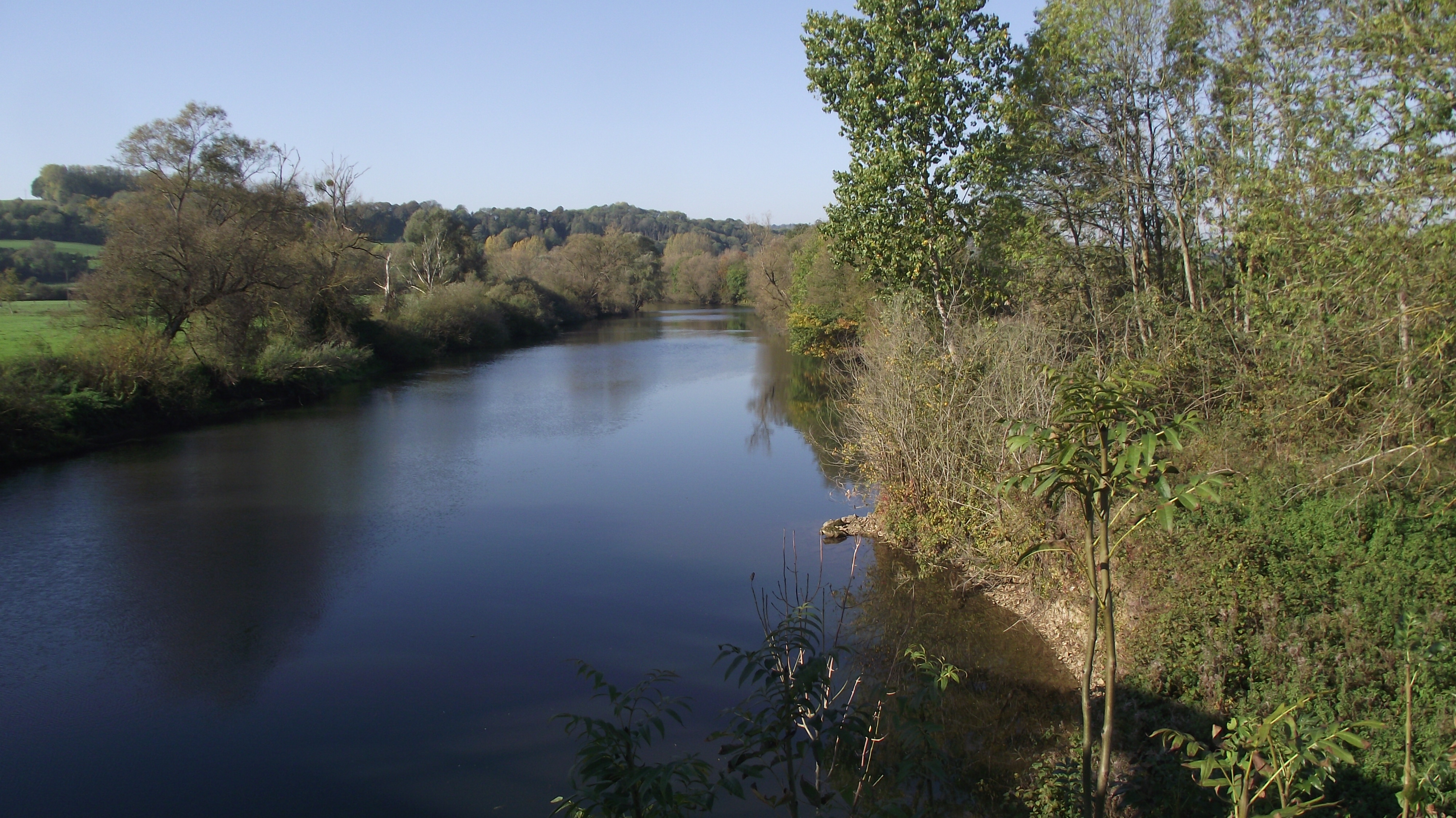
Die Maas bei Bazeilles